# Eucera armeniaca
Eucera armeniaca är en biart som först beskrevs av Ferdinand Morawitz 1878.
Eucera armeniaca ingår i släktet långhornsbin, och familjen långtungebin. Inga underarter finns listade i Catalogue of Life.